# 卢湾区红十字会高额餐饮费事件
卢湾区红十字会高额餐饮费事件是一件始於2011年4月15日、在中華人民共和國網站新浪微博上的網路事件。在該網站上流传的一张付款单位为“上海市卢湾区红十字会”的高额餐饮发票照片，发票的金额高达9859元，不少网民表示，作为社会救助团体吃顿饭花费近万元让人震惊 。这张发票将卢湾区红十字会推到风口浪尖，并演化成了一场对中国红十字会的信任危机。

## 事情经过
2011年4月15日13:50，西南民族大学教授肖雪慧在其新浪微博发帖“分享图片：红十字一顿饭的发票不涉密吧？想转发却被告知已经删除。”，下方附有一张发票的照片。
这张2011年2月28日开具的，发票代码为231001070252的发票显示收款单位为“上海慧公馆餐饮管理有限公司”，付款单位为“上海市卢湾区红十字会”，项目为“餐饮”，金额为“9859.00”。
此贴一经发布，就受到上万博友的关注和转发，中国红十字会也非常重视此事，15日即责成上海市红十字会调查此事。在卢湾区委区政府的协助下，上海市红十字会16日下午上报调查结果和处理意见 ，并在其官网发表《上海市红十字会关于“卢湾红十字会高额餐饮费”调查及处理情况通报》，该通报称：
卢湾区红十字会于2011年2月28日以“红十字会工作会务费”支付给上海慧公馆餐饮管理有限公司9859元，发票号码为：46510945，记账凭证号为：JZ-03-0009。资金开支渠道为卢湾区红十字会的工作业务经费，非社会各界捐赠的救灾救助款。本次活动系卢湾区红十字会与相关企业协会商洽工作的公务活动，参加人员17人，人均消费水平明显高于标准。
卢湾区有关部门已经责成卢湾区红十字会对超过公务接待标准（人均150元）部分的7309元人民币由个人承担，予以退回。目前超标款项现已经全部退回。
中国红十字会秘书长王汝鹏4月19日在接受采访时表示，中国红十字会总会认为，上海卢湾区红十字会的“高额餐费”属于严重违规行为，对红十字会的形象产生了负面影响。王汝鹏指出，上海卢湾区红十字会的“高额餐费”行为违反了中央关于严格控制“三公”支出的有关文件精神，对相关责任人要进行严肃批评教育，并依照有关规定进行处理。

## 其他
发表了此则微博的肖雪慧在接受采访时表示，这则微博并不是她首发的，她看了如此高额的餐饮费，觉得应该曝光，她想转发，但在转发时被提示原微博已删除，她后复制原微博上的照片，并用自己的微博发出，所以微博的标题中有“想转发却被告知已经删除”。肖雪慧给原微博主发给私信，原微博主告诉肖雪慧周围朋友出于担心，都劝他把这条微博给删除了，肖雪慧也没有给记者原微博主的名字和微博地址 。有报道称，该发票系饭店内部人员拍摄并上传 
微博在网上流传后，有网友根据照片上发票代码到上海税务网查询，证实这张发票是2011年1月21日由上海市黄浦区税务局出售，购票方正是上海慧公馆餐饮管理有限公司。
另外，作为从事人道主义工作的社会救助团体，中国红十字会的主要经费来源包括政府的预算拨款和购买服务，国内外组织和个人的捐赠，以及红十字会会员缴纳的会费。对于不同来源的经费收入，红十字会均制定了相应的管理办法，例如会员会费有《中国红十字会会费管理办法》，社会捐赠有《中国红十字会募捐和接受捐赠工作管理办法》，财政拨款则严格按照财政部的相关规定进行管理和使用。